# Jesús María Serrano Eugui
Jesús María Serrano Eugui (Pamplona, 29 d'abril de 1973) és un exfutbolista i entrenador de futbol navarrès.

## Trajectòria esportiva
Es formà a les categories inferiors de l'Osasuna de Pamplona, a la seva ciutat natal, jugant dos anys amb el filial d'aquest equip a la Segona divisió B. L'any següent jugà amb el Club Deportivo Numancia un any, dos més amb el San Pedro i un altre amb el Polideportivo Almería, tots ells equips de la segona divisió B.
L'estiu del 1999 fitxà pel Gimnàstic de Tarragona, equip en el qual passaria més anys en tota la seva trajectòria esportiva i on aconseguiria els èxits més notables. Amb aquest equip ha jugat quatre anys a segona divisió B, tres més a segona i aquest últim any a primera. Durant aquests anys ha aconseguit dos ascensos a segona i un a primera, i ha tingut una presència força destacada en els onzes titulars de l'equip, ja sigui jugant al mig del camp o al centre de la defensa. Ha estat també un dels capitans de l'equip durant les últimes temporades.

## Carrera després de retirar-se
Després de retirar-se Serrano va restar al Nàstic, treballant d'scout pel club. A començaments de novembre de 2011, després de la marxa del tècnic Juan Carlos Oliva i el seu assistent Ismael Mariani, va entrar al grup d'ajudants de l'entrenador Jorge D'Alessandro.
El 10 de juliol de 2013 Serrano fou nomenat entrenador assistent del CE Sabadell FC. Va renovar el contracte el 9 de juny de l'any següent, i va fer d'entrenador interí el 5 de febrer de 2015, substituint el destituït Álex García, fins que el 10 de febrer el club contractà Juan Carlos Mandiá Lorenzo.